# ISAF-Segel-Weltmeisterschaften
ISAF-Segel-Weltmeisterschaften (engl. ISAF Sailing World Championships, auch kurz ISAF Worlds genannt) sind die von der International Sailing Federation (ISAF), seit 2015 World Sailing, ausgetragenen internationalen Meisterschaften aller olympischen Bootsklassen im Segelsport. Sie finden in der Regel alle vier Jahre statt, aktuell immer zwei Jahre vor den nächsten Olympischen Sommerspielen. Die ersten ISAF-Weltmeisterschaften wurden 2003 in der spanischen Stadt Cádiz ausgetragen.
Die Weltmeisterschaften sind zugleich Hauptqualifikationswettkampf für die olympischen Segelwettbewerbe im Folgejahr. 75 % aller Quotenplätze werden bei den Regatten vergeben. Außerdem wollte die ISAF durch die Einführung von gemeinsamen Weltmeisterschaften der olympischen Bootsklassen bessere Vermarktungsmöglichkeiten und ein höheres Medieninteresse erzielen.
Unabhängig von diesen gemeinsamen Weltmeisterschaften veranstaltet die ISAF außerdem für alle Bootsklassen (Jollen, Kielboote, Mehrrumpfboote und Surfbretter in den Kategorien olympisch, international, anerkannt und klassisch) gesonderte Segel-Weltmeisterschaften in unterschiedlichen zeitlichen Abständen.

## Austragungsorte
| Nr. | Jahr | Austragungsort | Teilnehmende Athleten | Teilnehmende Nationen | Anzahl Wettbewerbe | Artikel |
| --- | ---- | -------------- | --------------------- | --------------------- | ------------------ | ------- |
| 1   | 2003 | Cádiz          | 1472                  | 71                    | 11                 | Details |
| 2   | 2007 | Cascais        | 1396                  | 78                    | 11                 | Details |
| 3   | 2011 | Perth          | 789                   | 76                    | 10                 | Details |
| 4   | 2014 | Santander      | 1250                  | 83                    | 10                 | Details |
| 5   | 2018 | Aarhus         |                       |                       | 12                 | Details |
| 6   | 2023 | Den Haag       |                       |                       |                    | Details |

## Wettbewerbe
| Bootsklasse                    | Cádiz 2003 | Cascais 2007 | Perth 2011 | Santander 2014 | Aarhus 2018 |
| ------------------------------ | ---------- | ------------ | ---------- | -------------- | ----------- |
| Windsurfen Männer Mistral      | X          |              |            |                |             |
| Windsurfen Frauen Mistral      | X          |              |            |                |             |
| Windsurfen Männer RS:X         |            | X            | X          | X              | X           |
| Windsurfen Frauen RS:X         |            | X            | X          | X              | X           |
| Finn Dinghy offen              |            | X            |            | X              | X           |
| Finn Dinghy Männer             | X          |              | X          |                |             |
| Europe Frauen                  | X          |              |            |                |             |
| 470er Männer                   | X          | X            | X          | X              | X           |
| 470er Frauen                   | X          | X            | X          | X              | X           |
| Star Männer                    | X          | X            | X          |                |             |
| Yngling Frauen                 | X          | X            |            |                |             |
| Laser offen                    | X          |              |            |                |             |
| Laser Männer                   |            | X            | X          | X              | X           |
| Laser Radial Frauen            |            | X            | X          | X              | X           |
| 49er offen                     | X          | X            |            | X              | X           |
| 49er Männer                    |            |              | X          |                |             |
| Tornado offen                  | X          | X            |            |                |             |
| Elliott 6m Match Race Frauen   |            |              | X          |                |             |
| 49er FX Frauen                 |            |              |            | X              | X           |
| Nacra 17 Offen                 |            |              |            | X              | X           |
| Kitesurfen Formula Kite Männer |            |              |            |                | X           |
| Kitesurfen Formula Kite Frauen |            |              |            |                | X           |
| Gesamt                         | 11         | 11           | 10         | 10             | 12          |

## Ewiger Medaillenspiegel
| Platz | Land                | Gold | Silber | Bronze | Gesamt |
| ----- | ------------------- | ---- | ------ | ------ | ------ |
| 1     | Niederlande         | 8    | 5      | 2      | 15     |
| 2     | Australien          | 7    | 4      | 5      | 16     |
| 3     | Großbritannien      | 6    | 6      | 12     | 24     |
| 4     | Frankreich          | 6    | 5      | 6      | 17     |
| 5     | Brasilien           | 4    | 1      | —      | 5      |
| 6     | Spanien             | 3    | 3      | 3      | 9      |
| 7     | Vereinigte Staaten  | 3    | 1      | 3      | 7      |
| 8     | Polen               | 2    | 4      | 1      | 7      |
| 9     | Israel              | 2    | —      | 4      | 6      |
| 10    | Italien             | 2    | —      | 1      | 3      |
| 11    | Neuseeland          | 1    | 5      | 2      | 8      |
| 12    | Belgien             | 1    | 2      | 1      | 4      |
| 12    | Kroatien            | 1    | 2      | 1      | 4      |
| 14    | Österreich          | 1    | 2      | —      | 3      |
| 15    | Griechenland        | 1    | 1      | 1      | 3      |
| 16    | Japan               | 1    | 1      | —      | 2      |
| 16    | Norwegen            | 1    | 1      | —      | 2      |
| 18    | Portugal            | 1    | —      | —      | 1      |
| 18    | Ungarn              | 1    | —      | —      | 1      |
| 18    | Belarus             | 1    | —      | —      | 1      |
| 18    | Zypern              | 1    | —      | —      | 1      |
| 22    | Schweden            | —    | 3      | —      | 3      |
| 23    | Dänemark            | —    | 2      | 3      | 5      |
| 23    | Deutschland         | —    | 2      | 3      | 5      |
| 25    | Finnland            | —    | 2      | —      | 2      |
| 26    | Argentinien         | —    | 1      | 2      | 3      |
| 27    | Russland            | —    | 1      | 1      | 2      |
| 28    | Ukraine             | —    | —      | 1      | 1      |
| 28    | Estland             | —    | —      | 1      | 1      |
| 28    | Slowenien           | —    | —      | 1      | 1      |
| 28    | Volksrepublik China | —    | —      | 1      | 1      |